# Feuilleea subnuda
Feuilleea subnuda là một loài thực vật có hoa trong họ Cucurbitaceae. Loài này được (Salzm. ex Benth.) Kuntze mô tả khoa học đầu tiên năm 1891.